# Metrica quantitativa
La metrica quantitativa è una metrica tipica della poesia classica, profondamente diversa dalla metrica accentuativa propria di molte lingue moderne. Nella metrica quantitativa l'elemento determinante non consiste nel numero delle sillabe e nella posizione dell'accento, bensì nella "quantità", ovvero durata, delle sillabe stesse. La durata è un fenomeno esistente anche nelle lingue moderne (si confronti ad esempio la diversa lunghezza della vocale "o" in "rosa rossa": la prima è più lunga della seconda), ma non è più avvertita come discriminante ai fini metrici. Nella poesia greca e latina (metrica classica), invece, si distingueva la lunghezza delle sillabe (o meglio delle vocali di esse) e si faceva corrispondere per convenzione una sillaba lunga a due brevi. 
In tal modo, il verso tipico della poesia epica, e non solo, ossia l'esametro, era necessariamente composto di sei "misure" ognuna delle quali valeva due lunghe, ma poteva essere anche formata di una lunga e due brevi.
Nella poesia italiana moderna vi è stato qualche tentativo di riproporre l'antica metrica. L'autore più noto che si adoperò in questo, con esiti certamente interessanti, fu Giosuè Carducci nelle Odi barbare; il titolo, spiegò il poeta, voleva sottolineare come la metrica usata potesse risultare estranea al lettore moderno, ma anche ad un ipotetico lettore antico, dato che Carducci aveva cercato di riprodurre attraverso l'uso degli accenti un sistema metrico che si fondava su qualcos'altro, ovvero sulla quantità. La metrica quantitativa si trova per esempio nella poesia moderna ceca e finlandese.